# Bangsia rothschildi
La tangara de Rothschild  (Bangsia rothschildi), también denominada tangara pechidorada (en Ecuador y Colombia), bangsia pechidorada (en Colombia} o cachaquito de pecho dorado, es una especie de ave paseriforme de la familia Thraupidae, perteneciente al  género Bangsia. Es nativa del noroeste de América del Sur.

## Distribución y hábitat

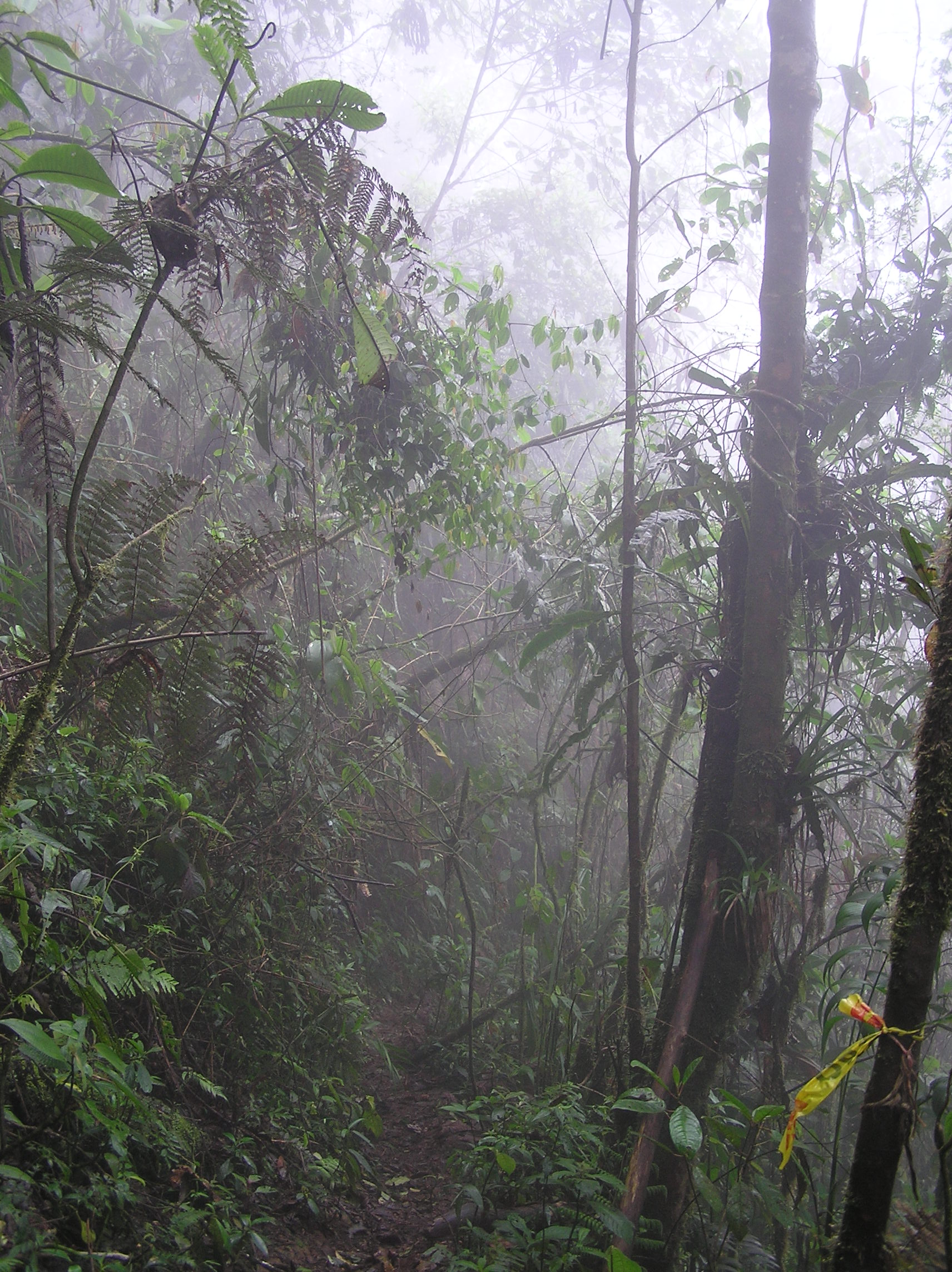
Selva húmeda en la base de los Farallones de Cali, ejemplo de hábitat de la especie.

Se distribuye a lo largo de la pendiente del Pacífico de los Andes occidentales del oeste de Colombia, hasta el noroeste de Ecuador (Esmeraldas).
Esta especie es considerada poco común en su hábitat natural: el estrato bajo de bosques húmedos tropicales y subtropicales de estribaciones andinas, entre 200 y 1000 m de altitud.

## Sistemática

### Descripción original
La especie B. rothschildi fue descrita por primera vez por el ornitólogo alemán Hans von Berlepsch en  1897 bajo el nombre científico Buthraupis rothschildi; su localidad tipo es: «Cachabí, 500 pies [c. 150 m], Esmeraldas, Ecuador».

### Etimología
El nombre genérico femenino «Bangsia» conmemora al zoólogo estadounidense Outram Bangs (1863–1932); y el nombre de la especie «rothschildi», conmemora al ornitólogo y entomólogo británico Lionel Walter Rothschild (1868–1937).

### Taxonomía
Es monotípica. Los amplios estudios filogenéticos recientes de Burns et al. (2014) demuestran que la presente especie es hermana de Bangsia melanochlamys.